# Buschia

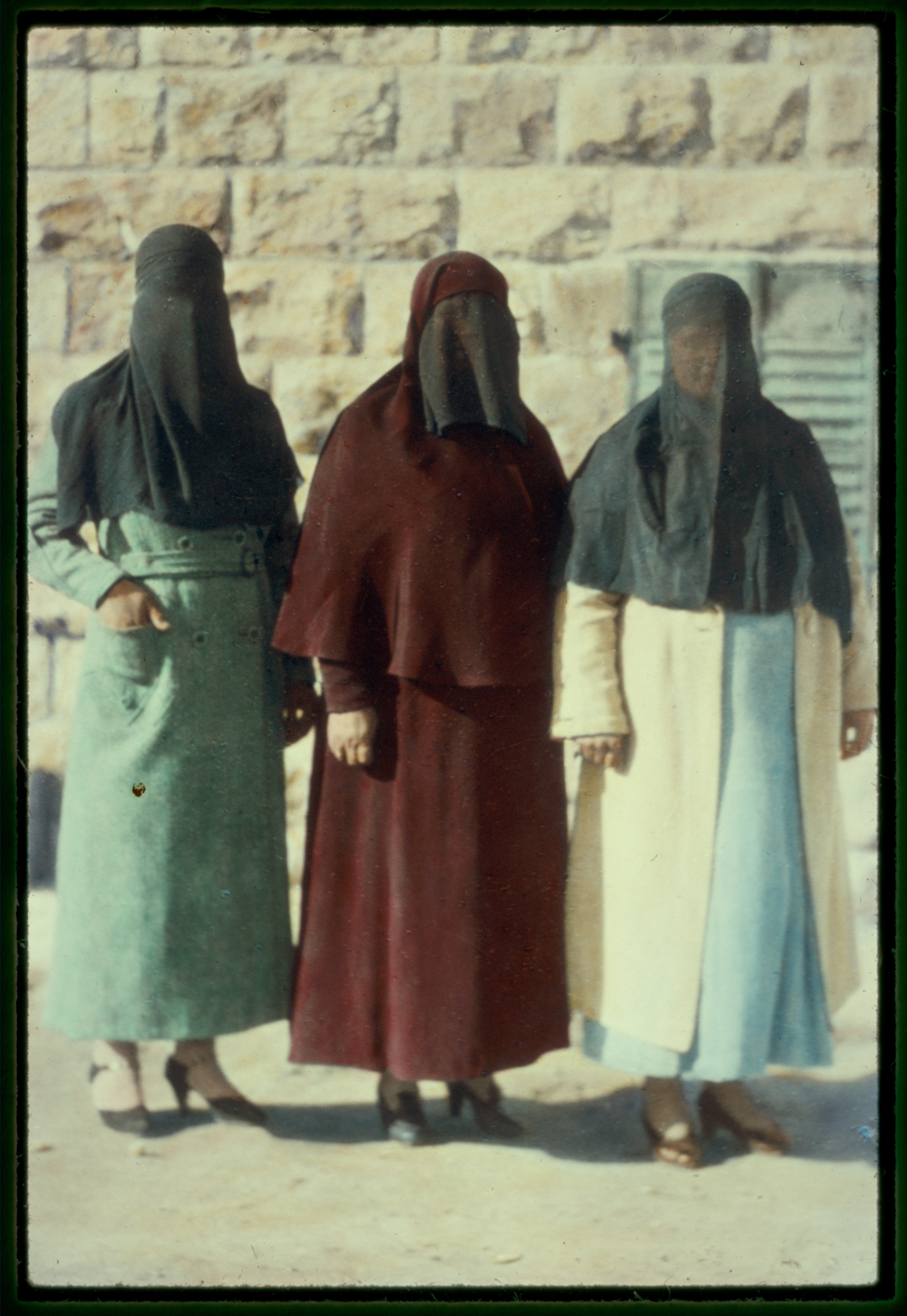
Musliminnen mit unterschiedlich undurchsichtigen Varianten in Schwarz. Etwa um 1960

Der Buschia oder Boschiya (auch Bushiyyah oder Ghatwa) ist ein nahöstlicher schwarzer Schleier, der im Gebiet des Persischen Golfs getragen wird.
Er bedeckt das Gesicht der Trägerin vollständig und hat keine Augenöffnung. Traditionell wird er mit einer Abaya getragen.

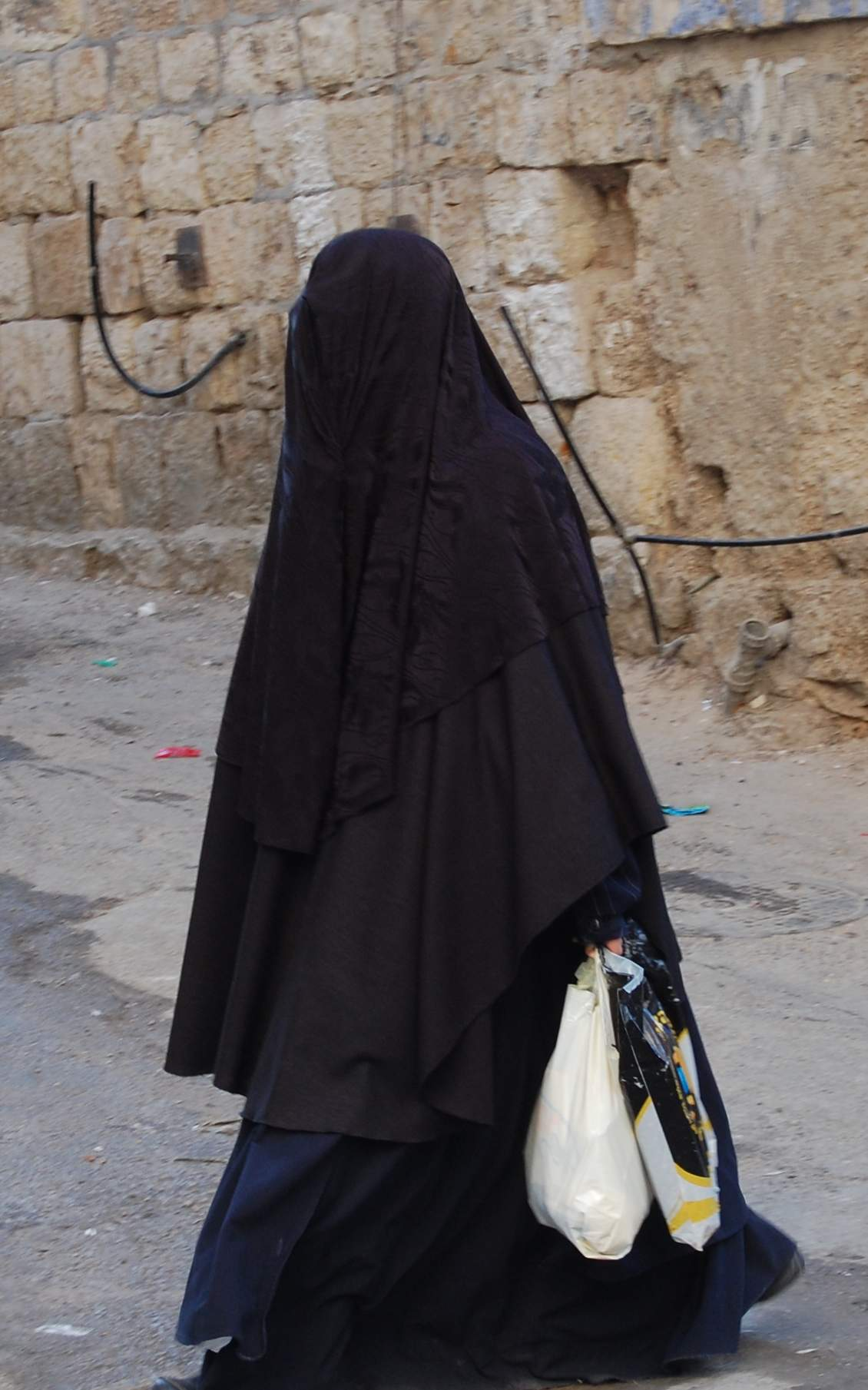
Ultraorthodoxe Jüdin der Haredi Burqa Sekte mit Boschiya

Der Boschiyyah oder Buschiyyah ist ein großes quadratisches Stück Stoff aus Baumwollgaze. Es hat oben Bänder, mit denen es (unter oder über dem Kopftuch) an der Stirn befestigt ist und über das Gesicht hängt. Wenn es umgeschlagen ist, ist das gesamte Gesicht zu sehen. Ein Boschiyyah ist gewöhnlich weniger undurchsichtig als ein traditioneller Niqab und kann als Ergänzung zu einem Halb-Niqab, oder wenn die Trägerin mehr Sittsamkeit in Gegenwart nicht verwandter (nicht-mahram) Männer wünscht, getragen werden.